# To Be Hero X
 (juillet 2025).
Si vous disposez d'ouvrages ou d'articles de référence ou si vous connaissez des sites web de qualité traitant du thème abordé ici, merci de compléter l'article en donnant les références utiles à sa vérifiabilité et en les liant à la section « Notes et références ».
To Be Hero X est une série d'animation chinoise, c'est la troisième saison de la série anthologique To Be Hero (en). La série est diffusée en Chine sur Bilibili et au Japon sur Fuji Television et d’autres chaînes depuis le 6 avril 2025. Coproduite par BeDream, Bilibili et Aniplex, elle est réalisée par BeDream, en collaboration avec trois autres studios d’animation : Pb Animation Co. Ltd., Studio LAN et Paper Plane Animation Studio. Elle est réalisée par Li Haolin, avec une bande originale composée par Hiroyuki Sawano, Kohta Yamamoto, Hidefumi Kenmochi, Daiki, Shuhei Mutsuki, Hideyuki Fukasawa, Misaki Umase et Ryuichi Takada,.
L'opening de la série intitulée INERTIA est réalisé par Hiroyuki Sawano, tandis que celle de l'ending, intitulée KONTINUUM est interprétée par SennaRin.
Crunchyroll détient les droits de diffusion en simulcast de la série dans le monde entier, excepté en Asie,. La plateforme propose également une version doublée en français de la série, celle-ci est réalisée par le studio de doublage VSI Paris / Brussels, sous la direction artistique de Michaël Bodart et Delphine Chauvier, par des dialogues adaptés Benjy Michelet et Alexandre Touchet,.

## Synopsis
Dans un monde où l’on célèbre les individus hors du commun, la véritable source du pouvoir des super-héros est la “confiance“. Si la population croit qu’une personne peut voler, cette croyance devient réalité et lui confère ce don. À l’inverse, même le plus puissant des héros peut perdre ses capacités s’il voit cette confiance s’éroder.
Cette énergie, mesurée et collectée sous forme de données, détermine le classement officiel des héros. Tous les deux ans, les plus prestigieux d’entre eux s’affrontent lors d’un grand tournoi. Leurs performances influencent directement leur “taux de confiance“, modifiant ainsi leur position dans le classement. Celui qui atteint le sommet obtient le titre ultime de “X“…

## Personnages
Nice / Lin Ling / The Commoner
Voix chinoise : Gu Jiangshan; voix japonaise : Natsuki Hanae; voix française : Maxime Van Santfoort,
Dixième au classement des héros et personnage central des épisodes 1 à 4. Bien qu’il soit publiquement reconnu comme le héros « parfait », il est en réalité un imposteur, contraint d’endosser l’identité du véritable Nice après que ce dernier se soit suicidé sous la pression de l’opinion publique. Ayant toujours rêvé de devenir un héros, il réussit à reprendre ce rôle, mais reste hanté par la culpabilité d’usurper l’identité du vrai Nice, allant même jusqu’à développer une légère crise d’identité. Finalement, il décide de rester fidèle à lui-même, avoue la vérité au public et est pardonné, avant de créer sa propre identité de héros. En tant que Nice, il possédait plusieurs super-pouvoirs, dont le vol, une force surhumaine et une endurance accrue. Sous sa propre identité de héros, il a démontré une force améliorée.
Yang Cheng / Electrâme
Voix chinoise : Yang Kaiqi; voix japonaise : Nobunaga Shimazaki; voix française : Matteo Marchese,
Neuvième au classement des héros et personnage central des épisodes 5 à 7. Il est devenu, sans le vouloir, le successeur du Electrâme original, un héros légendaire qui avait autrefois sauvé le monde entier, après avoir secouru un enfant alors qu’il portait son costume. Ce geste poussa le public à transférer sa confiance en lui. Malheureusement, cela attira aussi de nouveaux ennemis, et l’un de ses amis fut tué à cause de sa nouvelle notoriété. Bouleversé, il coupa tous ses liens restants et endossa pleinement le rôle d'Electrâme en tuant son prédécesseur lors d’un duel. Il possède des pouvoirs électrocinétiques, lui permettant de se déplacer à une vitesse fulgurante et de contrôler les machines par la pensée.
Ahu
Voix chinoise : Zhang Fuzheng; voix japonaise : Kōichi Yamadera; voix française : Jean-François Rossion,
Huitième au classement des héros et personnage central de l’épisode 23. C’est un Shar Pei parlant qui a acquis la conscience de soi grâce à la foi que le public lui porte. Il a choisi de devenir un héros pour protéger son jeune maître.
Lucky Cyan / Cyan
Voix chinoise : Zhao Shuang; voix japonaise : Inori Minase; voix française : Marie Braam,
Septième au classement des héros et personnage central des épisodes 8 à 10. Orpheline dotée d’une chance surnaturelle, elle a grandi en étant exploitée par les autres à cause de son don. Elle finit par s’enfuir et devient artiste de rue pour survivre, avant de gagner en popularité et de devenir une idole célèbre. Elle combat en utilisant une musique nourrie par la foi des gens, et l’on dit que ses chansons portent bonheur à ceux qui les écoutent.
Loli / Luo Li
Voix chinoise : Qian Chen; voix japonaise : Ayane Sakura; voix française : Aaricia Dubois ,
Sixième au classement des héros et personnage central des épisodes 13 et 14. Génie de l’ingénierie, elle rêve de devenir héroïne depuis l’enfance, mais peine à gagner la confiance du public à cause de son apparence trop mignonne, qui ne correspond pas aux stéréotypes. Elle décide alors de compter sur ses propres inventions. Elle combat à l’aide d’une armure mécanique qu’elle a conçue et fabriquée elle-même.
Little Johnny / Ah Johnny & Big Johnny
Voix chinoise : Chen Jinwen; voix japonaise : Yoshitsugu Matsuoka; voix française : Thibaut Delmotte,
Cinquième au classement des héros et personnages centraux des épisodes 17 à 19. Little Johnny est le fils d’un ancien héros classé premier, assassiné par Faucheur sous des motifs mystérieux, ce qui l’a poussé à devenir lui-même héros afin de découvrir la vérité. Quant à Big Johnny, c’est un extraterrestre à l’apparence animale que Little Johnny a adopté comme animal de compagnie.
Faucheur / Wang Yi
Voix chinoise : Chang Wentao; voix japonaise : Yūichi Nakamura; voix française : Jonathan Simon,
Quatrième au classement des héros et personnage central des épisodes 15 et 16. Il travaille comme « nettoyeur », chargé de faire taire les héros renégats. Malgré ses tendances antisociales, le public perçoit son comportement silencieux comme « cool », et leur foi le pousse à devenir muet. En réalité, c’est simplement un homme socialement maladroit qui aspire désespérément à se réconcilier avec sa famille éloignée. C’est un assassin extrêmement compétent, spécialisé dans le combat à l’arme blanche.
Dragon Boy
Voix chinoise : Chenzhang Taikang; voix japonaise : Kōki Uchiyama; voix française : Maxime Donnay,
Troisième au classement des héros et personnage central des épisodes 21 et 22. C’est un délinquant qui adore se battre. Il possède une force surhumaine et peut adopter une forme encore plus puissante.
Reine / Liu Yuwei
Voix chinoise : Liu Xiaoyu; voix japonaise : Kana Hanazawa; voix française : Claire Tefnin,
Deuxième au classement des héros et personnage central des épisodes 11 et 12. C’est une prodige déterminée à devenir le héros numéro un et à abolir le système actuel des héros, jugé corrompu. Elle combat à l’aide d’une lance et peut créer une « zone » où elle peut dicter les lois du monde dans une certaine limite.
X
Voix chinoise : Chao Wei; voix japonaise : Mamoru Miyano; voix française : Nicolas Matthys,
Héros numéro un et personnage central de l’épisode 24. Malgré son rang, il n’est affilié à aucune agence de héros et sa véritable identité reste un mystère ; « X » n’est pas son véritable nom de héros, mais un titre donné au héros en tête du classement. En réalité, c’est simplement un employé de bureau ordinaire. Il peut contrôler l’espace et manipuler la réalité, un pouvoir principalement illustré dans l’univers par des changements de style d’animation.

## Épisodes
| No | Titre en français             | Titre original                    | Date de 1re diffusion |
| -- | ----------------------------- | --------------------------------- | --------------------- |
| 1  | Nice                          | 奈斯 Nài sī                       | 6 avril 2025          |
| 2  | Moon                          | 潇月卿 Xiāo yuè qīng              | 13 avril 2025         |
| 3  | The Ever-Standing Hero        | 不倒英雄 Bù dǎo yīngxióng         | 20 avril 2025         |
| 4  | Moon Came Back from the Dead! | 林凌 Lín líng                     | 27 avril 2025         |
| 5  | One Actor                     | 一个演员 Yīgè yǎnyuán             | 4 mai 2025            |
| 6  | Deux Électrâmes               | 两个魂电 Liǎng gè hún diàn        | 11 mai 2025           |
| 7  | Three Seats                   | 三个席位 Sān gè xíwèi             | 18 mai 2025           |
| 8  | The Cyan Girl                 | 青色的女孩 Qīngsè de nǚhái        | 25 mai 2025           |
| 9  | Loss and Gain                 | 损失与收获 Sǔnshī yú shōuhuò      | 1er juin 2025         |
| 10 | The Truth behind Luck         | 幸运的真相 Xìngyùn de zhēnxiàng   | 8 juin 2025           |
| 11 | Road to the Crown             | 加冕之路 Jiāmiǎn zhī lù           | 15 juin 2025          |
| 12 | Fall of the Star              | 陨落之时 Yûnluò zhī shí           | 22 juin 2025          |
| 13 | Tough Girl                    | 女汉子 Nǚ hànzǐ                   | 29 juin 2025          |
| 14 | Impromptu Counterattack       | 即兴反击 Jíxìng fǎnjí             | 6 juillet 2025        |
| 15 | Ghost Blade                   | 情感障碍症 Qínggǎn zhàng'ài zhèng | 13 juillet 2025       |
| 16 | The Cure                      | 良药 Liángyào                     | 20 juillet 2025       |
| 17 | Whisper Flower                | 白婉花 Báiwǎnhuā                  | 27 juillet 2025       |
| 18 | Died-Out Flame                | 熄灭的火焰 Xímiè de huǒyàn        | 3 aout 2025           |
| 19 | Breaking the Balance          | 打破平衡 Dǎpò pínghéng            | 10 aout 2025          |
| 20 | The Ruins Incident            | 废墟事件 Fèixū shìjiàn            | 17 aout 2025          |